# William Kim
William "Bill" Kim is een personage uit de serie Prison Break, die wordt gespeeld door acteur Reggie Lee.
William Kim is een tussenpersoon van Paul Kellerman en de president van de Verenigde Staten, Caroline Reynolds. Na het ontsnappen van de Fox River Eight wordt Kim supervisor van Kellerman, tot groot ongenoegen van laatstgenoemde.